# جورج كامبل (لاعب كرة قدم أمريكية)
جورج كامبل (بالإنجليزية: George Campbell)‏ هو لاعب كرة قدم أمريكية أمريكي، ولد في 27 أكتوبر 1996 في كليرواتر في الولايات المتحدة.